# Jula de Palma
Jula de Palma, pseudonimo di Jolanda Palma (Milano, 21 aprile 1931), è una cantante italiana di musica leggera e jazz.

## Biografia

### Gli inizi
Scoperta dal maestro Lelio Luttazzi (che le fa firmare un contratto discografico con la CGD, l'etichetta fondata da Teddy Reno), debutta in radio nel 1949 con un repertorio e uno stile assolutamente innovativi rispetto agli standard italiani dell'epoca: alla melodia e alle cesellature dei cantanti tradizionali, Jula contrappone la sua vocalità moderna e il suo senso dello swing, interpretando con gusto ed eleganza gli standard statunitensi.

Jula de Palma e Claudio Villa nel 1955

Jula de Palma è la prima voce a intonare le note di una canzone in diretta dalla giovane televisione italiana, entra nella scuderia di quelli che sarebbero diventati i cantanti RAI a soli diciotto anni. Nella prima parte della sua carriera incide numerose canzoni in francese, lingua che parla perfettamente così come l'inglese, riscuotendo un discreto successo anche al di là delle Alpi.
Oltre a cantare con la famosa "orchestra d'archi ritmica" di Luttazzi, Jula de Palma è la voce solista del gruppo di Carlo Loffredo e dell'orchestra di Gorni Kramer, protagonisti di svariate trasmissioni.
Nel 1954 vince con il gruppo Radio Boys il Concorso della Canzone Veneziana cantando "Marieta monta in gondola".
Partecipa a molte edizioni del Festival di Sanremo tra il 1955 e il 1961 e incide numerosi brani musicali, tra i quali alcune composizioni degli stessi Luttazzi e Kramer (Quando una ragazza a New Orleans, Souvenir d'Italie, Mia vecchia Broadway, Simpatica, Non so dir ti voglio bene), canzoni tratte da film (Que sera sera, A Woman in Love, Estate violenta), pezzi francesi (Domino, Majorlaine, Paris canaille), statunitensi (Mister Paganini, All the way, That old black magic), napoletani (Anema e core, Vieneme 'nzuonno).
Alla fine degli anni cinquanta incide due EP di jazz in inglese, Jula De Palma in Jazz e Jula De Palma in Jazz 2, accompagnata e diretta dai migliori musicisti italiani del periodo.
Nel giugno del 1957 si sposa con il compositore Carlo Lanzi.

### Il successo

Jula de Palma con il marito, il compositore Carlo Lanzi, nel 1957

La canzone che tuttavia rimane indissolubilmente legata al suo nome è Tua, eseguita in coppia con Tonina Torrielli al Festival di Sanremo 1959, scritta da Bruno Pallesi per il testo e dal maestro Walter Malgoni. Grazie alla sua interpretazione, Tua verrà premiata dalle giurie (che le attribuiranno il quarto posto) e dal pubblico (che le decreterà un ottimo successo commerciale), ma verrà sommersa dalle polemiche. L'interpretazione di Jula de Palma viene giudicata troppo sensuale dai funzionari RAI e da certa stampa. Secondo le critiche, l'interpretazione di Jula lasciava sottintendere un rapporto fisico tra un uomo e una donna: uno scandalo per l'epoca, che determina una piccola battuta d'arresto nella carriera della cantante. La De Palma arrivò a ricevere più di cinquemila lettere di improperi e venne persino aggredita per la strada, e il disco venne censurato e scattò il divieto di radiotrasmetterlo.
Lo scandalo sanremese innescato dal perbenismo dei funzionari Rai, benché la cantante ricevesse l'appoggio dell'Osservatore Romano e della Radio Vaticana, rende tuttavia Jula de Palma ancor più popolare come star della canzone melodica; va però ricordato che la De Palma sarà nuovamente presente a Sanremo l'anno successivo e persino in quello successivo ancora senza alcun problema, segno che l'eco dello "scandalo", in capo a un anno, si era già spenta.
In realtà la popolarità è frutto del suo lavoro di dieci anni, di molto studio, di molta esperienza maturata lavorando con i migliori talenti in circolazione, spinta dall'amore per il jazz e da uno spirito innovativo e cosmopolita consapevole e decisamente raro all'epoca, in un'Italia ancora prevalentemente ancorata alla canzone melodica all’italiana, non solo e non tanto nei gusti del pubblico, ma nella produzione musicale essa stessa.
Nel 1958 partecipa al Festival della Canzone di Vibo Valentia, dove si aggiudica la vittoria con il pezzo Sotto il verde dei tigli, scritto da Mauriello e Scognamiglio. Partecipa quindi a diverse edizioni di Canzonissima, due Festival di Napoli (nel 1959 e 1960), il Festival delle Rose del 1964. Nel 1962 partecipa al Gran Festival di Piedigrotta.

Jula de Palma con Claudio Villa

A partire dalla seconda metà degli anni sessanta, un po' per il sopraggiungere di altre tendenze musicali, un po' per i suoi impegni familiari, Jula dirada le sue apparizioni, fino a decidere nel 1972 di ritirarsi dalle scene.
Jula de Palma nel 1970 è la prima artista donna a ottenere un recital tutto suo al teatro Sistina di Roma, a dirigerla è il maestro Gianni Ferrio. I musicisti sono tutti affermati solisti personalmente scelti dalla cantante. Il filmato del concerto verrà trasmesso a più riprese dalla Rai. Dall'avvenimento viene tratto un long playing (RCA PSL-10456).
Nel 1974 pubblica l'album Jula presenta. Dopo un'ultima apparizione televisiva nella trasmissione Milleluci (1974), Jula de Palma si trasferisce con la famiglia in Canada, dove vive tuttora.
Nel 2001 Jula de Palma è tornata a cantare durante la seconda di due trasmissioni monografiche sulla sua carriera, condotte da Paolo Limiti e trasmesse dalla Rai.
Nel 2010 le viene assegnato l'Honorary Award, premio alla carriera, per la 4ª edizione degli Italian Jazz Awards.

### La popolarità e il ritiro

Jula de Palma a Sanremo mentre interpreta Tua (1959)

Jula de Palma con Pippo Baudo

Jula de Palma è stata una pioniera nel panorama artistico italiano. Numerose in quegli anni le trasmissioni radiofoniche e televisive che la vedono ospite fissa o conduttrice. In Buone vacanze duetta con Johnny Dorelli e il Quartetto Cetra, a Sanremo e al festival della canzone napoletana riscuote numerosi consensi. I giornali di costume e spettacolo le dedicano copertine e numerosi articoli. Jula si esibisce spesso all'estero, cantando in diverse lingue (italiano, inglese, francese, portoghese, tedesco, spagnolo, greco e addirittura arabo).
Una tournée in Brasile viene raccontata dai giornali italiani come un trionfo di pubblico e critica, con folla e striscioni agli aeroporti, locali e teatri esauriti. In Egitto la stampa la definisce "una grande vedette della canzone". Si esibisce a Cuba di fronte a una platea di vip statunitensi e cubani. I suoi dischi vengono stampati in Francia, Spagna, Portogallo, Brasile, Argentina.
Gli anni sessanta sono gli anni della ricerca e del perfezionamento: si riducono gli impegni all'estero e dal vivo, ma gli LP che vengono dati alle stampe toccano vette artistiche notevoli. Hello Jula e Whisky e Dixie escono in questo periodo.
Il successo di pubblico però diminuisce. Nel 1964 scopre Paolo Limiti: il giovane, paroliere per hobby, è un suo ammiratore e le spedisce il testo di tre canzoni; la De Palma ne inciderà uno, Mille ragazzi fa (mentre gli altri due verranno incisi da suo marito Carlo Lanzi con il nome d'arte Dick Salomon), e chiede a Limiti di venire a Roma a conoscerla, invitandolo a continuare a scrivere canzoni perché ha talento
Durante Milleluci, trasmissione Tv presentata da Mina e Raffaella Carrà, Jula de Palma si esibisce nella puntata dedicata alla radio interpretando con le due conduttrici Tulipan del Trio Lescano. E poi in una versione jazzata di Pippo non lo sa dove l'amico Gianni Ferrio le dà man forte con l'arrangiamento.

Jula de Palma con Renato Rascel

Nel 1970 Jula al Sistina e nel 1974 Jula presenta fotografano una voce e una presenza notevoli, capaci di trascinare nello swing e nel blues il repertorio melodico italiano e francese, la bossa nova brasiliana.

Jula de Palma durante il concerto al Sistina del 1970

Ma non arriva nessun rilancio; negli anni seguenti nessun disco di Jula de Palma viene ristampato, e il personaggio Jula de Palma sembra sparire nell'oblio. Come per una sorta di cancellazione, il suo nome scompare anche dalle cronache della storia di Sanremo.

Jula de Palma con Mina e Raffaella Carrà a Milleluci

Come da lei stessa dichiarato, il ritiro fu deciso dalla stessa Jula che all'inizio della sua carriera promise a sé stessa che se fosse diventata un nome importante avrebbe lasciato le scene una volta compiuti i 25 anni di carriera in modo tale da evitare il declino, inevitabile con l'avanzare dell'età.
E così fu. Nel 1974, in un momento di grandissimo successo, lasciò l'Italia con la sua famiglia e si trasferì a Toronto (Canada), dove tuttora risiede.
Dopo lunghi anni di silenzio, nella notte fra il 6 e il 7 aprile 1995, Enzo Giannelli (conduttore Rai del "Notturno Italiano") si ricorda di lei e le dedica un'intervista di circa due ore in diretta con il Canada.

### La riscoperta
Dalla fine degli anni novanta, anche grazie a un rinato interesse per il jazz, il nome di Jula de Palma torna di attualità. I suoi dischi mai più ristampati girano in rete; alcuni LP sono venduti a cifre notevoli su eBay e su siti per collezionisti giapponesi o statunitensi.
Inoltre nel 2001 torna in Italia come ospite nella trasmissione di Paolo Limiti, nella quale parla di sé, della sua carriera e si esibisce in un medley di suoi vecchi successi.
Numerosi contributi sul web hanno riportato alle cronache questa artista, con numerose pubblicazioni, un sito monografico ufficiale, una pagina ufficiale su Facebook, e un canale video su You Tube.
Su alcune radio on-line si può ascoltare parte del suo repertorio. La nuova label nata dall'unione di Twilight Music e l'audioteca di Radio Rai, sta riportando alla luce il materiale inciso dalla cantante negli anni cinquanta per la radio.
Nel 2014 la cantante è tornata in sala d'incisione per partecipare al progetto Speciale per Lelio degli amici le Voci di Corridoio con gli arrangiamenti di Paolo Mosele (gruppo vocale e strumentale specializzato nello swing italiano, attivo dal 1990). Jula de Palma canta nei brani Eccezionalmente sì e Mi piace.
Nel 2015, dopo oltre 40 anni dall'ultima realizzazione con materiale inedito, viene pubblicato l'album digitale Unforgettable Jula che raccoglie 10 tracce registrate in studio a Londra nel 1972 e mai pubblicate prima. Dieci nuove versioni di alcuni brani presenti in Jula al Sistina (RCA, 1970), alcuni appositamente tradotti in inglese per Jula dal liricista Norman Newell: The answer is yes (Eccezionalmente sì), The story of my tears (Bugiardo e incosciente) e All the days of my years (Emanuelle).
Dal racconto della stessa Jula si apprende che Norman Newell, manager della casa discografica EMI, autore e produttore del Regno Unito famoso per le sue collaborazioni con artisti come Shirley Bassey, Vera Lynn, Bette Midler, Judy Garland, Petula Clark e Bobby Crush, aveva conosciuto Jula de Palma a Londra ed era rimasto talmente colpito dall'ascolto di Jula al Sistina, da offrirle la sua collaborazione come autore per la versione inglese dei pezzi italiani presenti nel disco.

## Discografia parziale

Jula de Palma con Renzo Arbore

Jula de Palma in TV con Lelio Luttazzi e Gianni Ferrio (1964)

### 78 giri
- Marzo 1949 – Danse Avec Moi/Douce France (CGD, PV 1290)
- Marzo 1949 – La Seine/Simple Histoire (CGD, PV 1291)
- Luglio 1949 – Nature Boy/La Vie En Rose/Long Ago (CGD, PV 1421, con Teddy Reno)
- Luglio 1949 – La Chanson Des Rues/Pour Les Amants C'Est Tous Les Jours Dimanche (CGD, PV 1443)
- Ottobre 1949 – Bolero/La Semain d'Amour (CGD, PV 1473)
- Ottobre 1949 – Bolero d'Amour/Maitre Pierre (CGD, PV 1473)
- Gennaio 1950 – Les Feuilles Mortes/Aimez Toujours (CGD, PV 1496; solo sul lato B con Teddy Reno; lato A del solo Teddy Reno)
- Marzo 1950 – Casablanca/Sans Vous (CGD, PV 1525)
- Marzo 1951 – C'Est Si Bon/Couci Cousa (CGD, PV 1630)
- Settembre 1951 – Dominò/Melancolie (CGD, PV 1669)
- Ottobre 1952 – Chérie/Vogliamoci bene (CGD, PV 1803)
- 1953 – Acque amare/Viale d'autunno (CGD, PV 1833)
- Aprile 1953 – Chérie/Passa il tempo (CGD, PV 1860)
- Maggio 1953 – Sugarbusch/Charmaine (CGD, PV 1873; solo sul lato A con Teddy Reno; lato B del solo Teddy Reno)
- Giugno 1954 – Il favoloso Gershwin/Mon Pays (CGD, PV 1996)
- Gennaio 1955 – Che fai tu luna in ciel/L'ombra (CGD, PV 2066)
- Marzo 1955 – Ho il cuore in paradiso/Hold My Hand (CGD, PV 2079)
- 1955 – I Love Paris/C'Est Magnifique (CGD, PV 2118)
- Agosto 1956 – Canzone di sette mari/Vecchio pino di Villa Borghese (Columbia, CQ 3268)
- Dicembre 1956 – Domani/Perché tu non vuoi (Columbia, CQ 3314)
- 1957 – Domenica è sempre domenica/Ricordando pic-nic (Columbia, CQ 3488)

### 45 giri
- 1956 – Perché tu non vuoi/Domani (Columbia, SCMQ 1053)
- 1957 – Piccolissima serenata/Un nome sei tu (Columbia, SCMQ 1067)
- 1958 – All The Way (Sì amor)/Tu mi dirai, io ti dirò (Columbia, SCMQ 1096)
- 1958 – Calipso in the Rain/Rocking Calipso (Columbia, SCMQ 1097)
- 1958 – Magic moments/Marjolaine (Columbia, SCMQ 1098)
- 1958 – Prendi quella stella/Selvaggio è il vento (Columbia, SCMQ 1112)
- 1958 – Tre volte baciami/Gli angeli non piangono (Columbia, SCMQ 1125)
- 1958 – Soledad/Chiove la fora (Columbia, SCMQ 1131)
- 1959 – Tua/Nessuno (Columbia, SCMQ 1179)
- 1959 – Per tutta la vita/La vita mi ha dato solo te (Columbia, SCMQ 1181)
- 1959 – Un bacio sulla bocca/Tu sei qui (Columbia, SCMQ 1182)
- 1959 – Ci vedremo domani/'Sta via (Columbia, SCMQ 1200)
- 1959 – 'Mbraccio a te/Vieneme 'nzuonno (Columbia, SCMQ 1246)
- 1959 – 'O destino 'e ll'ate/Sta miss 'nciucio (Columbia, SCMQ 1247)
- 1959 – Vivere amandoti/Sono timida (Columbia, SCMQ 1254)
- 1959 – Quando una ragazza (a New Orleans)/Mia vecchia Broadway (Columbia, SCMQ 1268)
- 1959 – Lasciatemi sognare/Illudimi ancora (Columbia, SCMQ 1285)
- 1959 – È la luna/Antipatico cha cha cha (Columbia, SCMQ 1286)
- 1960 – Noi.../A come amore (Columbia, SCMQ 1305)
- 1960 – Notte mia/Amore abisso dolce (Columbia, SCMQ 1306)
- 1960 – Note d'ammore/Musica 'mpruvvisata (Columbia, SCMQ 1361)
- 1960 – Ave Maria/Bianco Natale (Dischi Adventure, AV N 1135)
- 1960 – Deve restare/La mosca (Dischi Adventure, AV N 1147)
- 1961 – A.A.A. Adorabile cercasi/L'immensità (Circus, CN A 9001)
- 1961 – Patatina/Carolina dai! (Circus, CN A 9002)
- 1961 – Al di là/Non mi dire chi sei (Circus, CN A 9003)
- 1961 – La nostra strada/Rovesci d'acqua (RCA Italiana, PM45-0146)
- 1961 – Senza fine/Me in tutto il mondo (RCA Italiana, PM45-3015)
- 1961 – Fuoco di un attimo/Notte sul Volga (RCA Italiana, PM45-3021)
- 1962 – Du du da da da/Buonasera (Karim, KN 155)
- 1962 – Le tue mani/Lui di lei (Karim, KN 156)
- 1963 – Nuie ce lassammo/'Na fronna (Karim, KN 170)
- 1964 – 1000 ragazzi fa/Ma-mandolino (Surf, EA 1009)
- 1964 – Se qualche volta/Le montagne di bugie (Surf, EA 1013)
- 1968 – Per due parole d'amore/Le cafard (Parade, PRC 5064)

### Album
- 1955 – Strettamente confidenziale album n° 1 (CGD, MV 0194)
- 1956 – Con orchestra diretta da Lelio Luttazzi (Columbia, QS 6082)
- 1957 – Strettamente confidenziale (Columbia, QS 6087)
- 1957 – Jula de Palma (Odeon)
- 1959 – Quando una ragazza si chiama Jula (Columbia, QP 4030)
- 1960 – Jula de Palma (Columbia, QP 4038)
- 1965 – Hello Jula (Surf, EAR 41005))
- 1967 – Whisky e Dixie (Fonit Cetra, LPP 106)
- 1970 – Jula al Sistina (RCA Italiana, PSL 10456)
- 1974 – Jula presenta (RCA Italiana, TPL 1-1032)
- 2010 – Jula de Palma in Concert - Live al teatro Sistina di Roma (Heristal Entertainment)
- 2011 – Jula in Jazz (Sonorama Records, C-57/ L-57)

### EP
- 1957 – Jula de Palma (Domani/Valzer di Natascia/Que serà, serà/Canzonetta d'amore) (Columbia, SEDQ 651)
- 1957 – Jula de Palma interprete originale al VII Festival - S. Remo 1957 (Un sogno di cristallo/Nel giardino del mio cuore/Sorrisi e lacrime/Raggio nella nebbia) (Columbia, SEMQ 25)
- 1957 – Jula de Palma (La cosa più bella/Casetta in Canadà/Un filo di speranza/Un certo sorriso) (Columbia, SEMQ 26)
- 1958 – Jula De Palma (Coax me a little/Amo te/Piccolissima serenata/Pizzicando il violino) (Columbia, SEMQ 53)
- 1958 – Jula De Palma in Jazz (Columbia, SEMQ 81; con il Quartetto Jazz diretto da Lelio Luttazzi)
- 1959 – Jula De Palma in Jazz n. 2 (Columbia, SEMQ 149; con il trio di Franco Cerri)
- 1959 – Tua (Tua/Per tutta la vita/La vita mi ha dato solo te/Nessuno) (Columbia, SEMQ 108)
- 1959 – 7º Festival della Canzone Napoletana ('O destino 'e ll'ate/'Sta miss 'nciucio/'Mbraccio a te/Vieneme 'nzuonno) (Columbia, SEMQ 134)
- 1960 – X Festival di Sanremo 1960 (Noi/Amore, abisso dolce/Notte mia/'A' come amore) (Columbia, SEMQ 155)
- 1961 – Il cielo in una stanza/La mosca/Non giuocare con l'amore/Deve restare (Dischi Adventure, AV E 128)

### Raccolte
- 1990 – Le più belle di Jula de Palma (EMI Italiana)
- 2004 – Made In Italy (EMI Italiana)
- 2007 – I Successi di Jula de Palma (Butterfly)
- 2010 – Jula de Palma in Concert (Heristal Entertainment Srl)
- 2011 – Jula in Jazz (Sonorama Records)

### Musica digitale
- 2010 – Jula de Palma in Concert (Heristal Entertainment Srl)
- 2011 – Jula in Jazz (Sonorama Records)
- 2012 – I Successi di Jula de Palma (Universe)
- 2015 – Unforgettable Jula
- 2015 – Jula de Palma in Francese - Le introvabili incisioni CGD del 1949/1950 (Autoprodotto)
- 2015 – Natale con Jula (Con il coro di Franco Potenza) (EP) (Autoprodotto)

### Partecipazioni
- 2005 – 5º Festival della canzone italiana Sanremo 1955 (Twilight Music - Serie Via Asiago 10, TWI CD AS 05 17; Jula de Palma interpreta Che fai tu luna in ciel e Sentiero)
- 2006 – Artistry in Rai - Lelio Luttazzi and Radio Rai Orchestra 954 (Twilight Music - Serie Via Asiago 10; Jula de Palma interpreta Fantasia sul tema "le stelle", Fantasia sul tema la "pioggia")
- 2006 – Il Secondo Programma presenta – Nati per la Musica (Twilight Music - Serie Via Asiago 10, Jula De Palma interpreta Charmaine, Nu quarto 'e Luna, Blu Gardenia, Summertime, Canzone da due soldi, La postina della Val Gardena e Ces petites choses; con Teddy Reno Vaya con Dios, con il Quartetto Cetra I love mister Giacomo Puccini)
- 2008 – Vecchia America - Teddy Reno incisioni a 78 giri dal 1948 al 1956 (Twilight Music - Serie Via Asiago 10; Jula de Palma interpreta Aimez toujours)
- 2014 – Speciale per Lelio Voci di Corridoio (Zanetti Record) feat.Jula de Palma canta Eccezionalmente sì e Mi Piace - feat. Lelio Luttazzi

### EP pubblicati all'estero
- 1959 – Siempre contigo/Nadie/No tengo mas que a ti/Estas a mi lado (Odeon, MSQA/E 6565)

## Programmi radio Rai
- Chiacchierando con Julia, canzoni d'ogni paese presentate da Julia de Palma, testo di Franco Moccagatta regia Silvio Gigli 1965

## Filmografia
- Napoli piange e ride, regia di Flavio Calzavara (1954)
- Lacrime di sposa, regia di Sante Chimirri (1955)
- Kean - Genio e sregolatezza, regia di Vittorio Gassman (1956) - doppia il canto di Valentina Cortese
- Destinazione Sanremo, regia di Domenico Paolella (1959)
- Un marito in condominio, regia di Angelo Dorigo (1963)
- Per una valigia piena di donne, regia di Renzo Russo (1964)
- I cannoni tuonano ancora, regia di Sergio Colasanti e Joseph Lerner (1974) - canta le canzoni No Way Out e Go Away Baby